# مطار ورزازات
 مطار ورزازات (إياتا: OZZ، إيكاو: GMMZ) هو مطار دولي يقع في ورززات إحدى مدن جهة درعة تافيلالت في الجنوب الشرقي للمغرب.
يتوفر المطار على مدرج للإقلاع طوله 3000 متر وعرضه 45 متر، وتصل الطاقة الإستيعابية للمطار إلى 000 260 مُسافر سنوياً.

## تاريخ
- نونبر 2017: أطلقت الخطوط الملكية المغربية خطاً جوياً بين ورزازات ومراكش بمعدل 3 رحلات أسبوعياً.
- أبريل 2019: رايان إير تطلق خطوط جوية من ورزازات إلى بوردو ومرسيليا بمعدل رحلتين في الأسبوع لكل وجهة.
- نونبر 2019: ترانسافيا تدشن الخط الجوي ورزازات - باريس بمعدل رحلتين في الأسبوع.

## المحطة الجوية
يمتلك المطار محطة جوية واحدة، قدرتها الإستيعابية 000 260 مُسافر سنوياً.

## شركات الطيران
| شركات الطيران             | الوجهات (آخر تحديث 2023-03-27) |
| ------------------------- | ------------------------------ |
| الخطوط الملكية المغربية   | الدار البيضاء - زاكورة         |
| رايان اير                 | مارسيليا - برشلونة             |
| رايان إير المملكة المتحدة | لندن ستانستد                   |
| ترانسافيا فرنسا           | باريس أورلي                    |

## إحصائيات
حركة المسافرين:
| 2012   | 2013   | 2014   | 2015   | 2016   | 2017   | 2018   | 2019    | 2020   | 2021   | 2022   |
| ------ | ------ | ------ | ------ | ------ | ------ | ------ | ------- | ------ | ------ | ------ |
| 916 59 | 634 53 | 062 59 | 828 56 | 791 52 | 010 65 | 024 89 | 007 136 | 046 36 | 816 34 | 237 69 |
|        | ▼      | ▲      | ▼      | ▼      | ▲      | ▲      | ▲       | ▼      | ▼      | ▲      |